# Sucker (film)
Pour les articles homonymes, voir Sucker.
Pour plus de détails, voir Fiche technique et Distribution.
Sucker (Sucker the Vampire) est un film américain réalisé par Hans Rodionoff, sorti en 1998.

## Synopsis
Anthony est un vampire, et le chanteur du groupe Plasma, cherchant ses victimes parmi les nombreuses groupies. Son assistant, Reed, un nécrophile qui aime se faire photographier avec les corps des filles et qui est infirmier dans un hôpital, où il se débarrasse des corps.
Vanessa Van Helsing, descendante d'Abraham Van Helsing, est sur les traces d'Anthony. Elle ne se départ jamais de son pieu en bois. Lorsque Vanessa entre dans la maison d'Anthony les deux engagent une lutte féroce, après quoi Vanessa est vampirisée, et son corps est confié à Reed.
Mais Anthony commence à se sentir mal, et il s'avère que Vanessa avait dans son sang le VIH, et qu'il a contracté le sida. Déprimé, le vampire, qui a également commencé à avoir des visions dans lesquelles un vampire lui dit que la fin est proche, se suicide.

## Fiche technique
- Titre français : Sucker
- Titre original : Sucker the Vampire
- Réalisation : Hans Rodionoff
- Scénario : Hans Rodionoff
- Photographie : Christopher Poncin
- Montage : Hans Rodionoff
- Musique : Erik Lundmark
- Production : Yan Birch, Alex Erkiletian, Don Henry, Michael Herz, Kurt Hull, Lloyd Kaufman, Lenore Marusak, Marvin Mulroney, Hans Rodionoff et Robert Sidis
- Société de production : Troma Entertainment
- Budget : 55 000 $
- Pays d'origine :  États-Unis
- Format : Couleur et Noir et blanc - 35 mm - Dolby Digital
- Genre :Comédie horrifique et fantastique
- Durée : 91 minutes
- Dates de sortie : 1998

## Distribution
- Yan Birch : Anthony
- Alex Erkiletian : Reed Buccholz
- Monica Baber : Vanessa Van Helsing
- P.K. Phillips : Lenore
- Colleen Moore : Beth
- Harvey J. Alperin : Dr. Pez-Huoy
- Gregory Fawcett : Seth
- Melissa Park : Sandy
- Christopher Poncin : Frank
- Gail Harris : Kirsten
- Kurt Hull : Tobin
- Matt Fallon : Pulpy
- Phil Beron : Dr. Hottengriff
- Greg Marusak : Patient
- Mike Brophy : The Band
- John Brophy : The Band
- Greg Hanna : The Band
- Justin Klein : The Band
- Tatiana Tiele : Dream Girl